# Jean E. Sammet
Jean E. Sammet (New York, 23 marzo 1928 – Silver Spring, 20 maggio 2017) è stata un'informatica statunitense, sviluppatrice del linguaggio di programmazione FORMAC nel 1962 e una dei sei sviluppatori coordinati da Grace Hopper, che incaricati dal Dipartimento della Difesa degli Stati Uniti, nel 1959 definirono l'influente linguaggio di programmazione COBOL.

## Biografia
Jean E. Sammet è nata il 23 marzo 1928 a New York. 
Nel 1948 si è laureata in matematica al Mount Holyoke College e nel 1949 ha ottenuto un master's degree in matematica presso l'Università dell'Illinois - Urbana-Champaign. Lì ebbe il suo primo incontro con un computer, ma non ne rimase particolarmente impressionata, considerandolo solo un "osceno pezzo di ferraglia".
Tra il 1955 ed il 1958 Sammet iniziò a lavorare nel campo dell'informatica e della programmazione presso la Sperry Corporation, attraverso la sperimentazione su uno dei primi computer digitali, lo Sperry Electronic Digital Automatic Computer (SPEEDAC). Nel 1955 la Sperry Corporation si fuse con la Remington Rand, diventando Sperry Rand. Sammet poté lavorare nella divisione UNIVAC I (UNIVersal Automatic Computer).
Dal 1956 al 1958 Sammet avviò uno dei primi corsi per linguaggio di programmazione nel corso di matematica applicata presso l'Adelphi University di Long Island.
In seguito, tra il 1958 ed il 1961, lavorò per la Sylvania a Needham, nel Massachusetts, nel gruppo di ricerca scientifica che si occupava dello sviluppo del COBOL (Common Business Oriented Language). Fu inoltre incaricata di supervisionare lo sviluppo del software per il progetto MOBIDIC (MOBIle DIgital Computer), un computer costruito per i Signal Corps dell'esercito americano.
Nel 1959 Sammet fece parte del gruppo di sei ricercatori, coordinato da Grace Hopper, incaricato dal Dipartimento della Difesa degli Stati Uniti di definire il linguaggio di programmazione COBOL. Il gruppo di ricerca completò la maggior parte del lavoro in circa due settimane di lavoro senza sosta, all'interno dello Sherry-Netherland Hotel di Manhattan. La loro proposta fu presentata nel novembre del 1959 ed accettata con pochi cambiamenti dai produttori di computer che lavoravano per il Pentagono.
La pubblicazione del COBOL permise a molti costruttori di computer di mettere a disposizione compilatori, diventando così uno dei primi linguaggi a essere standardizzato: lo stesso programma poteva girare su computer di fornitori diversi. Nonostante diverse limitazioni il COBOL è ancora oggi usato in vari ambiti.
Dal 1961 ella lavorò presso la IBM e diresse il programma di sviluppo per il FORMAC (Formula Manipulation Compiler), il primo linguaggio informatico largamente utilizzato per la manipolazione simbolica delle formule matematiche. Presso la IBM ella si interessò anche all'uso dell'inglese ristretto come linguaggio di programmazione e al linguaggio naturale per programmi matematici.
Nel 1965 ella divenne la prima manager di linguaggio di programmazione nella divisione IBM per lo sviluppo di sistemi, guidando il lavoro sul linguaggio di programmazione ADA.
Nel 1965 Sammet fondò presso la Association for Computing Machinery (ACM) il Comitato di Speciale Interesse per la Manipolazione Simbolica ed Algebrica (SICSAM) e fu presidente del gruppo di Speciale Interesse sul linguaggio di programmazione (SIGPLAN). Dal 1974 al 1976 è stata la prima presidente donna della ACM. Tra le altre onorificenze, è stata membro della National Academy of Engineering.
Nel 1978 ha ricevuto un dottorato ad honorem dal Mount Holyoke College.
Sammet è morta il 20 maggio 2017 a Silver Spring (Maryland).

## Premi e riconoscimenti
- 1975: membro onorario dell'UPE (Società Internazionale per l'Informatica e le Scienze Computazionali)
- 1989: Premio Lovelace, Associazione per le donne nelle scienze computazionali[5]
- 1994: socia della Association for Computing Machinery
- 1997: premio per l'eccellente attività ricevuto da SIGPLAN, Comitato di Speciale Interesse per i linguaggi di programmazione presso la Association for Computing Machinery
- 2001: membro del Computer History Museum "per i suoi contributi nel campo del linguaggio di programmazione e la sua storia"[6]
- 2009: premio Computer Pioneer della IEEE Computer Society[7]
- 2013: premio NCWIT Pioneer[8]